# Trybunał inkwizycji w Sewilli
Trybunał inkwizycji w Sewilli – najstarszy z trybunałów inkwizycji hiszpańskiej, mający swą siedzibę w Sewilli. Istniał w latach 1480–1820 (z przerwą 1808–1814).

## Historia
Królowie Hiszpanii Ferdynand Aragoński i Izabela Kastylijska, w 1477 zaczęli zabiegać u papieża Sykstusa IV o zgodę na mianowanie w swych domenach inkwizytorów mających zająć się weryfikacją podejrzeń kierowanych wobec chrześcijan pochodzenia żydowskiego (tzw. marrani lub conversos) o potajemne wyznawanie judaizmu. Papież przystał na te żądania i 1 listopada 1478 wydał bullę nadającą monarchom prawo mianowania dwóch lub trzech inkwizytorów w swoich królestwach. Ferdynand i Izabela skorzystali z tych uprawnień dopiero dwa lata później, mianując inkwizytorami dwóch dominikanów Miguela de Morillo i Juana de San Martina (wrzesień 1480). Na ich siedzibę obrano miasto Sewillę i podporządkowano im diecezje Sewilli i Kadyksu. Sykstus IV zatwierdził obu inkwizytorów 31 stycznia 1481.
Inkwizytorzy niemal natychmiast przystąpili do pracy. Według przekazów kronikarskich (których wiarygodność jest obecnie podważana przez część historyków) na przełomie 1480/81 miano wykryć spisek na życie inkwizytorów, zorganizowany jakoby przez Diego de Susana, bogatego marrana. Domniemanych spiskowców schwytano i 6 lutego 1481 odbyło się pierwsze auto da fe, w wyniku którego sześć osób spalono na stosie. W przeciągu kilku następnych tygodni odbyły się dalsze egzekucje. Po wybuchu epidemii dżumy w tym samym roku inkwizytorzy otrzymali kwatery w zamku Triana i do roku 1488, wedle zapisów kronikarskich, skazali na śmierć kilkuset marranów. W 1483 inkwizytorzy Sewilli, chcąc ograniczyć kontakty marranów z ortodoksyjnymi żydami, wydali dekret o wygnaniu tych drugich z całej Andaluzji.
Skala represji i ich dotkliwość (liczne wyroki śmierci, wykluczenie skazańców i ich potomków z pełnienia urzędów publicznych) skłoniła jednak monarchów i inkwizycję do złagodzenia polityki. W latach 1494–1496 ponad 6 tys. marranów uzyskało formalne przebaczenie przeszłych win (własnych lub ich rodziców) i zwolnienie z wszelkich sankcji związanych ze skazaniem. Nie oznaczało to jednak końca represji wobec marranów. W 1515 kapituła katedralna w Sewilli przyjęła statut „limpieza de sangre” ("czystości krwi"), wykluczający osoby żydowskiego pochodzenia z członkostwa w kapitule.
W 1491 utworzony został osobny trybunał dla diecezji Kadyksu z siedzibą w Jerez de la Frontera. Jednakże po około 12 latach diecezja Kadyksu powróciła pod jurysdykcję inkwizytorów Sewilli.
Działalność inkwizycji sewilskiej w pierwszej połowie XVI wieku pozostaje słabo udokumentowana. Żydowscy konwertyci byli głównym celem inkwizycji co najmniej do początku trzeciej dekady tego stulecia, natomiast później w coraz większym stopniu zaczęła zwracać się w kierunku morysków (arabskich konwertytów podejrzewanych o potajemne wyznawanie islamu) i chrześcijan pochodzenia kastylijskiego (tzw. „starych chrześcijan”). W latach 50. XVI wieku w Sewilli wykryto grupę hiszpańskich zwolenników reformacji. Zostali oni skazani podczas kilku autos da fe między 1559 a 1562 (łącznie 55 spalonych). Domniemani sympatycy luteranizmu byli głównym obiektem zainteresowań inkwizytorów Sewilli jeszcze przez kolejną dekadę, ale byli to już niemal wyłącznie cudzoziemcy przebywający w Hiszpanii.
Przez resztę XVI wieku inkwizycja w Sewilli skoncentrowana była głównie na społeczności morysków (chrześcijan pochodzenia arabskiego podejrzewanych o potajemne wyznawanie islamu) oraz pilnowaniu ortodoksji kastylijskich „starych chrześcijan”. Ci pierwsi stanowili około 20% podsądnych trybunału w latach 1560–1599, ci drudzy ponad 40%. Jednakże w latach 1609–1614 społeczność morysków została całkowicie wygnana z Hiszpanii. 
W XVII i I połowie XVIII wieku głównym celem inkwizytorów Sewillii byli natomiast potomkowie portugalskich żydów nawróconych na chrześcijaństwo (tzw. „nowi chrześcijanie” lub judaizanci). Podejrzewano ich, podobnie jak piętnastowiecznych marranów, o potajemne wyznawanie judaizmu. W swym ojczystym kraju byli oni prześladowani przez portugalską inkwizycję, toteż od powstania Unii Iberyjskiej (1580) wielu z nich wyjechało do Hiszpanii, licząc, że tamtejsza inkwizycja będzie ich traktować łagodniej. Nadzieje te okazały się płonne – byli oni najsurowiej traktowaną grupą podsądnych hiszpańskiej inkwizycji. Jeszcze w latach 20. XVIII wieku w Sewilli odbyło się kilkanaście autos da fe, w których spalono na stosie 16 portugalskich judaizantów.
W 1781 w Sewilli wykonano ostatni w historii hiszpańskiej inkwizycji wyrok śmierci. Na stosie spłonęła wówczas niejaka Maria de los Dolores Lopez, oskarżona o heretycki mistycyzm.
Trybunał inkwizycji w Sewilli został zniesiony po raz pierwszy w roku 1808 przez króla Józefa Bonaparte, który objął władzę z namaszczenia Napoleona Bonaparte. W 1814, po klęsce Napoleona i powrocie na tron króla Ferdynanda VII Burbona, inkwizycję przywrócono, ale sześć lat później w wyniku liberalnej rewolucji zniesiono ją definitywnie.

## Zasięg terytorialny
Trybunałowi inkwizycji w Sewilli przez niemal cały okres jego istnienia podlegały archidiecezja sewilska (z wyłączeniem archidiakonatu Ecija) oraz diecezja Kadyksu. Jedynie przez krótki czas (1491–ok. 1503) diecezja Kadyksu tworzyła osobny okręg inkwizytorski z siedzibą w Jerez de la Frontera.

## Zasoby archiwalne i dane statystyczne
Archiwum trybunału w Sewilli zaginęło po zniesieniu inkwizycji w 1820. Przechowywany obecnie w hiszpańskim Narodowym Archiwum Historycznym (AHN) zbiór zatytułowany Tribunal de la Inquisición de Sevilla obejmuje jedynie dokumentację dotyczącą przejętego przez państwo hiszpańskie majątku tego trybunału. Z konieczności zatem podstawowym źródłem do historii tego trybunału jest dokumentacja Rady Najwyższej i Generalnej Inkwizycji, której wszystkie trybunały inkwizycji hiszpańskiej składały raporty ze swej działalności. Dodatkowych wiadomości dostarczają źródła zewnętrzne, np. relacje z ceremonii autos da fe.
Największy problem dla historyków stanowi pierwsze około 80 lat działania trybunału. Zachowało się wprawdzie szereg wzmianek współczesnych próbujących szacować liczbę osób skazanych przez inkwizycję w Sewilli, ale ich dokładność i wiarygodność budzi duże wątpliwości. Kronikarz Andres Bernaldez podał, że do roku 1488 inkwizycja w Sewilli wysłała na stos ok. 700 osób i pojednała z Kościołem ok. 5 tys. Statut „czystości krwi” przyjęty przez sewilską kapitułę katedralną w 1515 informuje natomiast, że od momentu ustanowienia inkwizycji aż do 1515 ponad 600 marranów zostało spalonych, a ponad 6 tys. skazano na inne kary. Dziewiętnastowieczny historyk Juan Antonio Llorente cytuje także inskrypcję (obecnie już nieistniejącą), którą umieszczono na siedzibie inkwizycji na zamku Triana, a według której od 1492 do 1524 w Sewilli spalono ok. tysiąca osób, a ponad 20 tys. pojednano z Kościołem. Jeszcze wyższe liczby podał szesnastowieczny historyk Jeronimo Zurita – 4 tys. spalonych i ponad 30 tys. pojednanych z Kościołem.
Wobec braku dokumentacji procesowej historycy próbujący weryfikować te podania zmuszeni są do korzystania ze źródeł pośrednich. Klaus Wegner odnalazł w archiwach sewilskich protokoły notarialne opisujące przebieg ceremonii autos da fe z lat 1481–1524, które dokumentują skazanie 954 osób, z czego spalono na stosie 248. Zachowały się także listy osób, które w latach 1494–1496 uzyskały zwolnienie z dolegliwości ciążących na nich z racji skazania przez inkwizycję ich samych lub ich najbliższych. Wymieniają one łącznie aż 6204 osoby z całej archidiecezji sewilskiej (w tym 2013 osób z samej Sewilli), ale obejmują one także osoby, które niekoniecznie same były skazane; są na nich także potomkowie skazańców oraz osoby, które uzyskały rozgrzeszenie w „okresie łaski”. Najbardziej obszerną kwerendę dokumentacyjną wykonała Beatrice Perez, według której ustaleń w latach 1481–1524 inkwizycja w Sewilli wydała co najmniej 4924 wyroki, z czego 659 stanowiły wyroki skazujące na spalenie na stosie, jednak w 46 przypadkach dotyczyły one osób już zmarłych (co oznaczało ekshumację i spalenie zwłok).
Zachowały się także relacje z dwóch autos da fe z lat 40. XVI wieku. W 1540 spalono na stosie 10 morysków, natomiast w 1545 spalono dwóch marranów spośród 63 podsądnych.
Najlepiej udokumentowany okres w historii inkwizycji sewilskiej obejmuje lata od 1559 do końca XVII wieku. W tym okresie trybunały lokalne zobligowane były do składania Radzie Najwyższej i Generalnej Inkwizycji w Madrycie (tzw. Supremie) corocznych raportów o zakończonych sprawach (relaciones de causas). Relaciones de causas trybunału sewilskiego należą jednak do najgorzej zachowanych – łącznie zachowało się ich tylko 47. Względna ciągłość tych raportów występuje jedynie w latach 1559–1564 i w ciągu pierwszych czterech dekad XVII wieku (plus kilka pojedynczych raportów z ostatnich trzech dekad XVI wieku oraz z lat 40., 60. i 90. XVII wieku). Informują one łącznie o 1962 procesach, w wyniku których 96 osób stracono, a 67 potępiono zaocznie lub pośmiertnie (tzw. egzekucje in effigie). Luki w relaciones de causas można jednak w znacznej mierze uzupełnić dzięki pozostałej korespondencji między trybunałem sewilskim a Supremą, obejmującej m.in. relacje z ceremonii autos da fe (relaciones de autos da fe) oraz relacje o sprawach w toku (relaciones de causas pendientes). Biorąc pod uwagę całą dostępną dokumentację, historycy Michel Boeglin i Victoria González de Caldas oceniają, że w latach 1560–1599 inkwizycja sewilska przeprowadziła około 2540 procesów, w latach 1600–1638 około 1100 procesów, a w latach 1639–1699 około 1390 procesów. W latach 1559–1660 odbyło się 114 rzeczywistych egzekucji (in persona), a w latach 1666–1695 kolejnych 12.
Z pierwszej połowy XVIII wieku zachowały się relacje z piętnastu autos-da-fe organizowanych przez trybunał w Sewilli, na których skazano 246 osób. 16 z nich stracono, 10 spalono in effigie, a 220 skazano na inne kary. Uwzględniając jednak korespondencję trybunału z Supremą, łączna liczba procesów w tym okresie była ponad dwukrotnie większa (537 procesów w latach 1700–1740). Ostatnia egzekucja w Sewilli z wyroku inkwizycji odbyła się w 1781 i była to zarazem ostatnia egzekucja w dziejach hiszpańskiej inkwizycji.

### Kategorie spraw trybunału w Sewilli w XVI – XVII wieku (według zachowanychrelaciones de causas)
| Kategoria występków (według kwalifikacji inkwizycji) | Liczba oskarżonych |
| ---------------------------------------------------- | ------------------ |
| Kryptojudaizm                                        | 269                |
| Moryskowie                                           | 330                |
| Protestantyzm                                        | 524                |
| Alumbrados                                           | 17                 |
| Heretyckie opinie (proposiciones)                    | 450                |
| Bigamia                                              | 179                |
| Solicytacje                                          | 36                 |
| Opozycja wobec inkwizycji                            | 79                 |
| Magia                                                | 41                 |
| Pozostałe                                            | 39                 |
| Suma                                                 | 1962               |
| Egzekucje in persona                                 | 96                 |
| Egzekucje in effigie                                 | 67                 |